# Леон Таджер
Леон Йосиф Таджер е комунистически деец, атентатор.

## Биография
Роден е в София през 1903 година в семейство на известен адвокат. Следва земеделие във Виена. През 1922 година семейството му се преселва в Палестина, където на следващата година пристига и Леон Таджер. Работи като зидар. От 1924 година е член на Телавивската работническа организация и изпълнява партийни поръчения, пише статии. През август 1933 година е осъден и лежи в затвор в Ерусалим.
През октомври 1934 година е освободен от затвора и екстерниран в България. Включва се в дейността на Софийската организация на Българската комунистическа партия, участва в нелегална дейност срещу властта. През 1941 година работи като общ работник (под името Здравко) в пристанище Русе и (като Димитър Киров) в акционерно дружество „Петрол“. На 29 октомври 1941 година извършва саботаж, като подпалва цистерна с бензин. Обесен е в Русенския затвор на 15 декември 1941 г.
Рафинерията за нефтопродукти в Русе – най-старата в страната, след нейната национализация е наречена на негово име Нефтопреработващ завод „Леон Таджер“, преименуван след 1989 година в „Бимас“ АД и приватизиран.